# Diospyros densiflora
Diospyros densiflora là một loài thực vật có hoa trong họ Thị. Loài này được Wall. ex G.Don mô tả khoa học đầu tiên năm 1837.